# فرودگاه کتبالوگان
فرودگاه کتبالوگان (به انگلیسی: Catbalogan Airport) (به زبان بومی: Luparan han Catbalogan) یک فرودگاه همگانی است که یک باند فرود بتن دارد و طول باند آن ۱۲۰۰ متر است. این فرودگاه در کشور فیلیپین قرار دارد .